# Elsa Chauvel
Elsa Chauvel (Collingwood, 10 febbraio 1898 – Toowoomba, 22 agosto 1983) è stata una regista e attrice australiana, moglie e collaboratrice del regista Charles Chauvel.

## Biografia
Nata Elsie May Wilcox nel sobborgo di Collingwood vicino a Melbourne dall'attore Edward Wilcox (noto anche con il nome d'arte Edward Sylvaney) e Ada Worrill. Elsa aveva un fratello maggiore di nome Kyrle. Iniziò a recitare già da bambina, quando la famiglia si trasferì in Sudafrica formando una compagnia itinerante. Elsa e Kyrle generalmente interpretavano ruoli da bambini, ma spesso venivano truccati per interpretare anche parti da adulti. Il successo della compagnia non durò a lungo, così la famiglia si trasferì a Città del Capo, dove nel 1909 nacque il fratello minore Terry. Qui Elsa ebbe modo di perfezionare il suo stile, recitando in alcune compagnie anche in ruoli da protagonista, che aumentarono la sua popolarità. Dopo una tournée di successo a Basutoland, la famiglia tornò in Australia nel 1924.
Elsa incontrò per la prima volta il suo futuro marito Charles Chauvel nel 1926 a Harrisville, vicino a Brisbane, durante la realizzazione del film Greenhide, per il quale era stata scritturata. Sebbene fosse inizialmente riluttante, accettò comunque di fare il provino e le venne assegnata la parte. Charles ed Elsa si sposarono il 5 giugno 1927 nella chiesa di Saint James a Sydney.
Dopo essersi trasferiti a Hollywood nel 1928, cercarono diversi distributori americani disposti a finanziare i film di Charles, senza successo. Nel 1930 tornarono nel Queensland, ed ebbero una figlia, Suzanne. Per sostenere la famiglia, Elsa lavorò alcuni anni come insegnante di danza, specialmente nel tempo che intercorreva tra un film e l'altro. 
Elsa Chauvel collaborò tutta la vita con il marito, con cui condivise buona parte della sua carriera professionale. Sapendo che il cinema indipendente in Australia non poteva competere con i film di Hollywood dell'epoca, in particolare in termini di sceneggiatura, i Chauvel cercarono di creare un loro stile personale, Elsa rifiutò persino un'offerta dalla Universal Pictures per portare avanti i loro progetti. 
Durante la produzione di In the Wake of the Bounty, primo film sonoro realizzato dal marito e interpretato dall'attore statunitense Errol Flynn, Elsa si trasferì con Charles e la troupe sull'isola di Pitcairn, dove rimasero per alcuni mesi. Nel 1935 partecipò alla realizzazione del film Heritage come assistente di produzione (accreditata con lo pseudonimo Ann Wynn). In questo film recitò anche come controfigura dell'attrice Margot Rhys. Successivamente collaborò a scrivere le sceneggiature del film Rangle River di Clarence G. Badger, e di tutti gli altri film diretti dal marito fino al 1955. 
Nel 1955, per realizzare il film Jedda, primo film australiano a colori Elsa si recò con il marito nella zona orientale del Kimberley, dove scritturarono Rosalie Kunoth-Monks e Robert Tudawali, primi attori australiani scelti per interpretare il ruolo di protagonisti in un lungometraggio. 
Dopo il 1959, in seguito alla morte del marito Elsa si impegnò affinché i contributi di Charles al cinema australiano venissero ricordati. 
Il 13 giugno 1964 venne insignita del titolo di Dama di commenda dell'Ordine dell'Impero Britannico in riconoscimento del servizio all'industria cinematografica australiana. Tutta la documentazione relativa alla sua attività e a quella di suo marito venne conservata a cura dell'archivio cinematografico nazionale australiano.
Nel 1973 pubblicò il libro My Life With Charles Chauvel. Nel 1977 si trasferì a Toowoomba, nel Queensland, dove morì il 22 agosto 1983.